# جوایز بهترین کی میوزیک سوریبادا
جوایز بهترین کی میوزیک سوریبادا (انگلیسی: Soribada Best K-Music Awards) که قبلاً با عنوان اختصاری SOKA شناخته می‌شد و اکنون با عنوان اختصاری SOBA شناخته می‌شود، یک مراسم اهدای جوایز است که توسط پلتفرم موسیقی دیجیتال سوریبادا برای قدردانی از بهترین آثار کی-پاپ ارائه می‌شود. این مراسم نخستین بار در سپتامبر ۲۰۱۷ برگزار شد و به آثار منتشر شده بین سپتامبر ۲۰۱۶ تا سپتامبر ۲۰۱۷ جایزه داد.
این اولین مراسم اهدای جوایز است که توسط سوریبادا برگزار می‌شود و در سال ۲۰۰۰ به عنوان اولین سرویس موسیقی دیجیتال کره تأسیس شد.